# Bacillus toyonensis
Bacillus toyonensis (früher Bacillus cereus var toyoi) ist eine eigene Bakterienspezies innerhalb der Bacillus cereus Gruppe.
Der natürlich vorkommende Stamm BCT-7112T wurde 1966 in Japan isoliert mit dem Ziel Probiotika für die Tierernährung zu finden. Er ist Teil des kommerziellen Supplements Toyocerin, das in der Schweine-, Hühner, Kälber, Kaninchenzucht und Aquakultur angewandt wird. Die Europäische Behörde für Lebensmittelsicherheit bemerkt, dass B. toyonensis Antibiotikaresistenzen gegen Chloramphenicol und Tetracycline zeigt und diese weiter verbreiten kann. Im Weiteren liegen im Genom nhe und hbl Operone vor, die Enterotoxine kodieren, welche cytotoxisch wirken. Dies jedoch weniger stark als andere Vertreter der B. cereus Gruppe. Trotz Effizienzsteigerungen in der Mast wurde die Zulassung in Europa ausgesetzt.

## Allgemeine Merkmale
Das Bakterium Bacillus toyonensis ist grampositiv. Es bildet Sporen. Wachstum findet sowohl in Gegenwart als auch in vollkommener Abwesenheit von Sauerstoff (O2) statt, es ist also fakultativ anaerob. Wachstum erfolgt bei Temperaturen zwischen 10 und 45 °C, wobei bei 35 °C das beste Wachstum erfolgt. Es toleriert Salzwerte von 0 – 5 % NaCl, bestes Wachstum findet bei vollkommener Abwesenheit von NaCl (0 %) statt. Es werden pH-Werte von 5 – 9,5 toleriert, optimales Wachstum erfolgt bei einem pH-Wert von 6,5. Der Oxidase-Test und der Test auf Katalase verläuft positiv. Zum Wachstum wird kein Tryptophan benötigt.

## Taxonomische Merkmale
Die wichtigsten von Bacillus toyonensis isolierten Fettsäuren sind iso-C15:0, iso-C17:0 und iso-C13:0. Das Zellwandpeptidoglykan enthält meso-Diaminopimelinsäure.

## Systematik
Der Stamm BCT-7112T wurde zuerst 1966 in Japan isoliert und der Art B. cereus zugeordnet.  Weitere Untersuchungen zeigten das einige phänotypische Merkmale von BCT-7112T sich von B. cereus unterscheiden, so dass der Stamm als eine Variante betrachtet und als B. cereus var. toyoi bezeichnet wurde. Im Laufe der Zeit wurde der Stamm zahlreichen Studien bezüglich der Nutzung innerhalb der Landwirtschaft unterzogen. Dadurch stellte sich heraus, dass dieser Stamm nicht der Art B. cereus als Unterart zuzuordnen ist und eine eigene Art darstellt, welche dann im Jahr 2013 von Guillermo Jiménez und Mitarbeitern aufgestellt wurde und den Namen Bacillus toyonensis erhielt. Der Artname B. toyonensis bezieht sich auf die Firma Toyo Jozo die den Stamm  BCT-7112T als Probiotika einführte. B. toyonensis zählt zu der Familie der Bacillaceae, welche wiederum der Abteilung Firmicutes zugerechnet wird.